# Thilo Muster

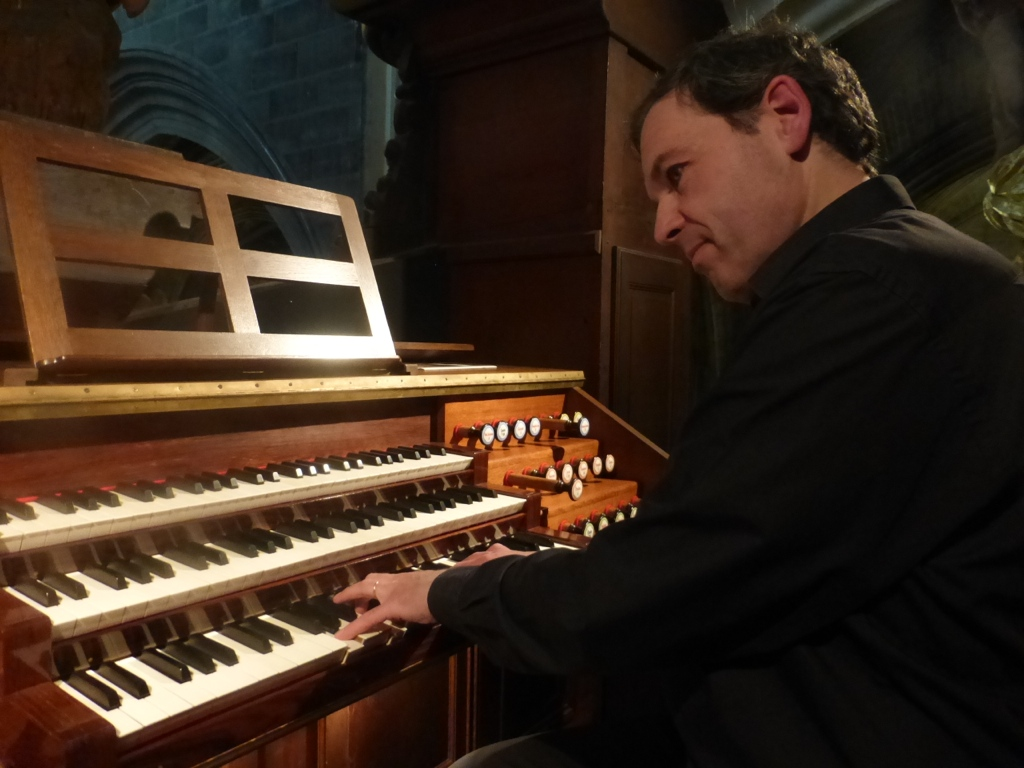
Thilo Muster an der Orgel der Basilika St. Michel in Bordeaux (2014)

Thilo Muster (* 1965 in Lörrach) ist ein deutsch-schweizerischer Organist, Komponist und Orgelsachverständiger.

## Leben
Muster erhielt eine Ausbildung an der Musik-Akademie der Stadt Basel bei Peter Efler (Klavier) und  Guy Bovet (Orgel). 1992 schloss er das Solistendiplom mit Auszeichnung ab.
Er war Preisträger beim Schweizer Orgelwettbewerb 1992 und beim Genfer Wettbewerb (Concours de Genève) 1993.
Von 1994 bis 2005 war Muster Titularorganist an der Kathedrale St. Peter in  Genf. Von 1995 bis 2003 war er künstlerischer Leiter von Les Concerts Spirituels Genève.
Zunächst bekannt geworden als Interpret alter Musik, ist Muster heute vielseitig in Projekten tätig, die musikalische Genregrenzen sprengen. So hat z. B. sein Duo Taragot & Orgel mit dem Schweizer Taragotspieler und Multiinstrumentalisten Samuel Freiburghaus internationale Beachtung erfahren.
Seine Kompositionen sind hörbar von verschiedenen musikalischen Einflüssen inspiriert und besitzen einen persönlichen Stil. So nehmen seine 2012 entstandenen Orgelstücke Wanderings z. B. Einflüsse aus der osteuropäischen Musik, dem Tango und auch dem Jazz auf, ebenso sein Konzert Bachiana balcanica für Orgel und Symphonieorchester, dessen osteuropäische Inspiration bereits im Titel erkennbar ist.
Als Orgelsachverständiger ist Muster Mitinitiator des Orgelneubaus im Musiksaal des Stadtcasino Basel, den er als leitender Experte betreute. Auf Anregung Musters wurde bei diesem Orgelneubau weltweit zum ersten Mal die Verwendung zertifiziert nachhaltigen Zinns thematisiert, was für ein breites Medienecho sorgte.
Muster ist künstlerischer Co-Leiter des von ihm mitbegründeten Orgelfestivals im Stadtcasino Basel und lebt in Basel.

## Kompositionen
- Big Ben für Klavier 6-händig (2002) zum 40-jährigen Jubiläum der Musikschule Arlesheim, 2002
- Adagietto et fugue sur un thème populaire finlandais für Orgel (2007) Pour Guy Bovet à l’occasion de son 65e anniversaire
- Tango Lounatole für Flöte und Akkordeon (2008)
- Preludio für Gitarre (2012)
- Saudade für zwei Melodieinstrumente/Akkordeon und Gitarre (2012)
- Christmas Carols für variable Besetzungen (2010–2017): Entre le boeuf et l’âne gris für Flöte, Violine, Melodieinstrument und Klavier vierhändig (2010); Stille Nacht – Vom Himmel hoch, Quodlibet für Violine, Akkordeon und Klavier (2012); Les anges dans nos campagnes für Glockenspiel, Violine, Akkordeon, Sopransolo, Kinderchor und Orgel (2013); Voici trois bohémiens für Violine, Gitarre und vier Stimmen (2014); God rest you merry, Gentlemen für Stimme und Orgel (2016); O come Immanuel für Stimme und Orgel (2017)
- Tango vocalise d’après un prélude de Bach für Violine, Akkordeon, Klavier und Kontrabass (2017)
- Wanderings, drei Stücke für Orgel (2012, revidiert 2021) Prologue: Daybreak – Meditation at Prime – Wanderings Zum 300-jährigen Jubiläums des Doms zu Fulda
- Kadenz zum Orgelkonzert von Horatio Parker (2021)
- Bachiana balcanica für Orgel und Sinfonieorchester (2-2-2-2-4-2-3-1, Perk, Str, Org; 2023) Auftragskomposition des Neuen Orchester Basel
- Berzona – piccolo capriccio sentimentale für Orgel und Oberstimme ad. lib. (2023)
- Carillon über Psalm LXVI / XCVIII für Orgel (2001/2023)

## Veröffentlichungen

### Tonträger
- Brandenburgische Konzerte 1, 2 & 4. Transkript. Kopie der Silbermann-Orgel, Glauchau/Sachsen, von Jürgen Ahnend in Porrentruy/CH. Gawain Glenton: Cornett, Franz Berglund: Barock-Trompete, Daniel Hauptmann: Barock-Violine
- Suites pour Souvigny. Doppel-CD, historische Orgel von F. H. Clicquot, Souvigny/F, Werke von Guilain, Rameau, Rebel, Marais, Beauvarlet-Charpentier und Bovet, Gallo 1994
- In Nomine. Werke f. Tasteninst. CD, historische Orgel in Mont Saint Aignan/F, Werke von Dr. John Bull (1563–1628), IFO/Organ
- Taragot & Orgel, Musik des Balkans. CD, mit Samuel Freiburghaus (Taragot, Klarinetten, Bassetthorn, Frula, Tilinca) und Nehrun Aliev (Perkussion), Gallo 2015
- Anton Bruckner, Sinfonie Nr. 9 in einer Bearbeitung für Orgel solo von Eberhard Klotz, organroxx 2021

### Noten
- Jean-Philippe Rameau: Suite extraite des Boréades (1763), transcrite par Thilo Muster. Cantate Domino CD 3080
- Jean-Féry Rebel: Loure – Chaconne extraite de Les Elemens. (1737) Transkription von Thilo Muster. Éditions Musicales de la Schola Cantorum SC 875

### Artikel
- Otto Barblan, ein Bach und Franck der Schweiz. In: organ – Journal für die Orgel. Heft 2001/03 sowie, in französischer Übersetzung in La Tribune de l’Orgue 55/3, 2003
- Dr. John Bull (1563–1628) und die Orgel. Teil I. In: organ – Journal für die Orgel. Heft 2006/01
- Dr. John Bull (1563–1628) und die Orgel. Teil II. In: organ – Journal für die Orgel. Heft 2006/02